# Tripartizione dell'Organismo sociale
La Triarticolazione dell'Organismo sociale (Dreigliederung des sozialen Organismus), detta anche Tripartizione, è un modello sociale ideato da Rudolf Steiner tra il 1917 e il 1922.

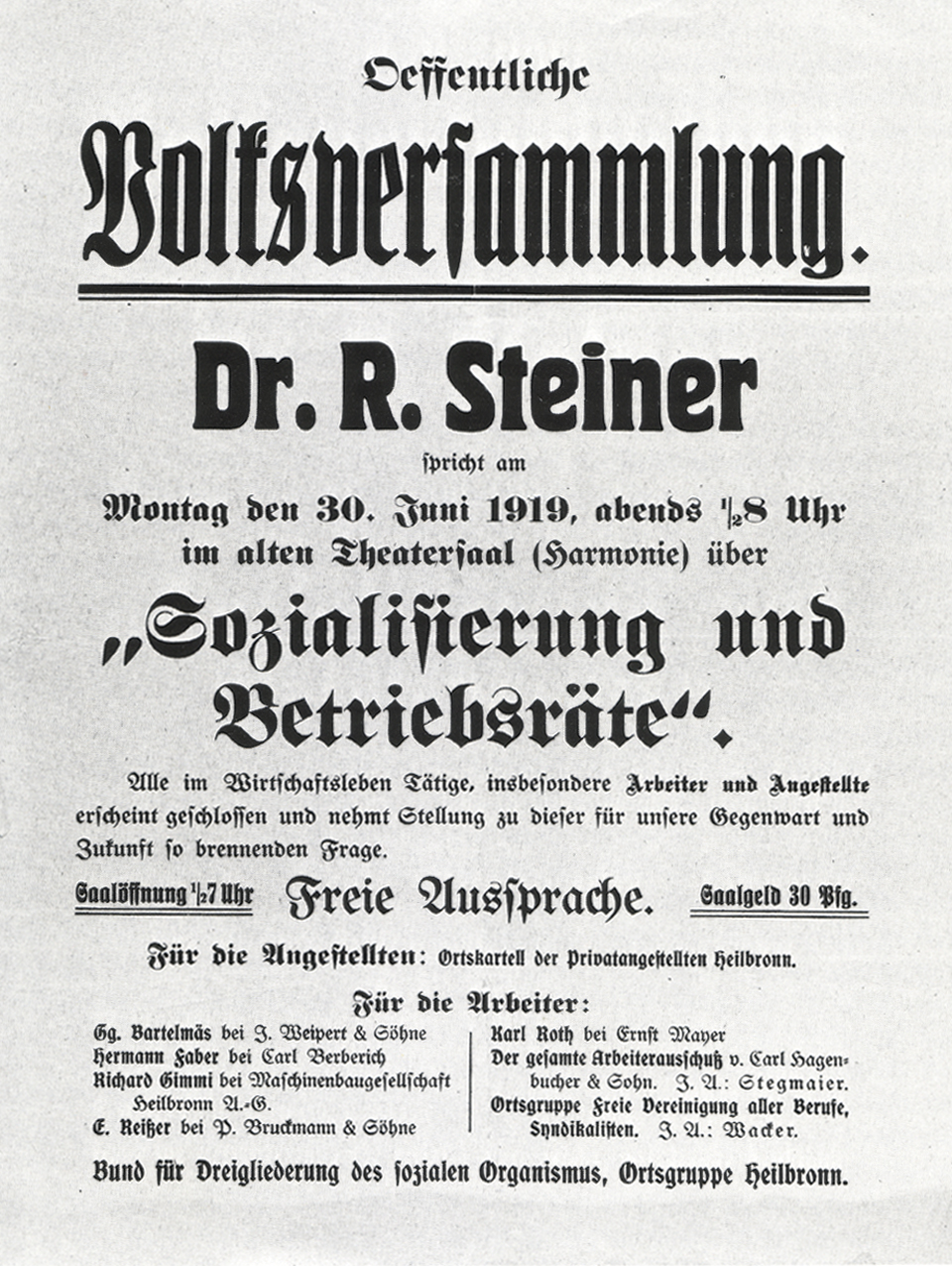
Annuncio di una conferenza di Steiner sul tema della Triarticolazione Sociale, 30 giugno 1919

## Descrizione
In una società organizzata secondo i principi della tripartizione, la coordinazione dei relativi processi vitali non viene gestita in maniera centralizzata dallo Stato o da un'élite, bensì da tre sottosistemi autogestiti e relativamente autonomi che si bilanciano reciprocamente. Questi sottosistemi vengono detti anche domini o sfere sociali. A tal proposito ognuna di queste sfere sociali dev'essere "[...]centrata in sé. Soltanto dalla loro azione parallela e comune potrà poi risultare l'unità di tutto l'organismo sociale. Nella vita reale concorre a formare l'unità appunto ciò che apparentemente si contraddice". 
Per chiarire meglio questa suddivisione e facilitare la comprensione dell'interazione delle sue parti in modo realistico, Rudolf Steiner, propose una similitudine tra l'organismo sociale e l'organismo naturale più complicato, l'essere umano. In quest'ultimo è possibile individuare una prima struttura, centrata nella testa sebbene diffusa in tutto il corpo, rappresentata dall'organizzazione nervosa e sensoriale. La seconda struttura, centrata nel petto, è costituita dal sistema ritmico, per cui ad essa appartiene ad esempio la respirazione, la circolazione del sangue e qualsiasi altro processo che nell'organismo umano abbia carattere di ritmicità. La terza struttura riguarda invece gli organi e le attività connessi con i processi della nutrizione e del movimento. 
L'organismo umano rimane sano finché ciascuna struttura mantiene la propria autonomia pur interagendo con le altre, mentre una condizione patologica si manifesta qualora una di esse esca indebitamente dal proprio ambito per sconfinare in quello delle altre. Allo stesso modo, l'organismo sociale deve potersi articolare in tre sottosistemi in sé indipendenti e aventi ciascuno la speciale organizzazione che gli è propria; il malessere sociale si manifesta qualora uno dei sottosistemi risulti atrofizzato o asservito agli altri. 
I tre sottosistemi sono:
- la sfera economica: "La vita economica comprende tutto quel che riguarda la produzione, la circolazione e il consumo delle merci...Tutto questo complesso di processi che cominciano con il rapporto dell'uomo con la natura e proseguono in tutto ciò che l'uomo ha da fare per trasformare i prodotti della natura e per portarli fino allo stato di generi di consumo, tutto questo lavorìo, e soltanto esso, costituisce la parte economica di un sano organismo sociale"[2].
- la sfera giuridica: comprende "[...] la vita del diritto pubblico, la vita politica, quella che, nel senso dell'antico Stato politico, poteva essere designata come la vera e propria vita statale. [...] può abbracciare solo quel che sorge da sostrati puramente umani e riguarda i rapporti tra uomo e uomo“[2].
- la sfera culturale: essa riguarda "[...] la vita spirituale; o per dire più esattamente [...] tutto quel che poggia sulle doti naturali del singolo individuo umano, e che deve entrare nell'organismo sociale sulle basi di tali sue facoltà naturali, sia spirituali, sia fisiche. [...]. Questo campo abbraccia tutto, dalle più elevate aspirazioni spirituali a quel che, nell'opera dell'uomo, deriva dalla migliore o peggiore sua capacità fisica per prestazioni utili all'organismo sociale".[3]

A ciascuna sfera sociale viene attribuito come compito, la realizzazione di uno degli ideali della Rivoluzione francese:
la libertà alla sfera culturale,
l'uguaglianza alla sfera giuridica,
la fraternità alla sfera economica.

### Sfera culturale
La libertà nella vita spirituale dovrebbe consentire agli uomini di formare ed estrinsecare le proprie capacità individuali, permettendo loro un'evoluzione basata su un'autentica molteplicità culturale. Tale libertà può nascere soltanto in una struttura autonoma, nella quale la vita intellettuale e quella culturale rimangano indipendenti dalle influenze statali ed economiche. L'impotenza degli ambiti intellettuali ed artistici per lo sviluppo sociale Steiner la riconduce a tale dipendenza: "Bisogna osservare che cosa sia diventata la vita intellettuale nella dipendenza dal potere dello Stato, oltre che dal potere capitalistico ad essa connesso. 
Cultura e scienza possono dispiegare il loro potenziale e fornire i necessari impulsi innovativi, soltanto qualora le loro forze vitali non vengano erose dagli interessi dell'economia o dai mutevoli interessi del potere politico. Le norme e gli obbiettivi per l'educazione ed istruzione possono essere ottenuti mediante la conoscenza del proprio ambito per favorire il massimo sviluppo delle capacità individuali. Questa autonomia non deve riguardare soltanto gli insegnanti, gli educatori e coloro che si occupano di cultura nelle loro specifiche attività, bensì anche l'amministrazione di questo sistema, condotta dai suddetti operatori in maniera possibilmente autonoma. 

### Sfera giuridica
L'uguaglianza nella vita giuridica, deve assicurare i diritti e le possibilità del singolo individuo. Lo Stato attuale, secondo le idee della tripartizione sociale, deve cedere quelle competenze che appartengono in realtà agli altri due domini sociali limitandosi a regolare i rapporti tra uomo e uomo. Verrebbero quindi eliminate tutte le ingerenze statali in ambito economico e culturale (non ci sarebbe più una scuola statale ad esempio). L'organizzazione giuridica avrebbe innanzitutto il compito di mettere in relazione rapporti di potere, proprietà e possesso fondandoli sul diritto, dove gli uomini sono tutti uguali.
Fra i più importanti rapporti umani da regolare ci sono senz'altro quelli che si estrinsecano nel cosiddetto "mercato del lavoro". Secondo Steiner, orario di lavoro, misura e la natura dello stesso non devono essere regolati all'interno dell'organismo economico, bensì dall'organizzazione giuridica democratica indipendente dalle necessità economiche al fine di evitare una completa mercificazione dell'essere umano. L'attuale rapporto contrattuale tra imprenditore e dipendente, verrebbe sostituito da un rapporto di ripartizione degli utili tra i due attori principali del processo produttivo.
Si tratta di interrompere la dipendenza del lavoro dalla congiuntura economica e dalla formazione dei prezzi. L'uomo non dev'essere costretto ad adattare i suoi diritti alle esigenze dell'economia, bensì il diritto del lavoro diventerà per l'economia qualcosa come il suo stesso fondamento.

### Sfera economica
La fratellanza nella vita economica dovrebbe permettere, mediante associazioni di consumatori, commercianti e produttori, di ottenere prezzi equi e corretti in un mercato libero: "L'impulso economico dei tempi moderni ha la tendenza ad aumentare il reddito mediante la quantità della produzione: l'avvenire dovrà per mezzo di associazioni e prendendo le mosse dal necessario consumo, cercare di arrivare ad un modo di produrre e a trovare la via diretta dal produttore al consumatore”. La vita giuridica avrebbe il compito di predisporre le necessarie basi legislative affinché la proprietà privata dei mezzi di produzione o del capitale possa essere acceduta da individui particolarmente qualificati e orientati al bene comune. Una tale proprietà privata non può quindi né essere venduta, né essere data in eredità, bensì soltanto ceduta ad un nuovo proprietario in una forma di donazione purché questi sia dotato delle necessarie capacità e attitudini gestionali. L'organismo giuridico non dovrebbe entrare nel merito delle scelte ma solamente vigilare sulla regolarità dei trapassi. "La proprietà smetterebbe di essere ciò che è stata fino ad oggi. E non per essere ricondotta a una forma già superata come sarebbe la proprietà comune, bensì per diventare qualcosa di completamente nuovo”. Grazie a questa concezione della proprietà privata, l'abuso capitalistico o la speculazione in borsa verrebbero eliminati. D'altro lato verrebbe assicurata la libertà della proprietà all'imprenditore orientato al bene comune.
In diverse interpretazioni ed evoluzioni della tripartizione sociale variano le descrizioni e delimitazioni dei tre sottosistemi sociali, così come le proposte concrete per la trasformazione ed organizzazione dell'autogestione di questi tre ambiti. Centrale rimane tuttavia per tutti l'attribuzione dei tre ideali di libertà, uguaglianza e fraternità rispettivamente alle sfere sociali della vita intellettuale, giuridica ed economica.
(Rudolf Steiner, Esigenze sociali dei tempi nuovi, 2ª conferenza, trad. it., Milano, Antroposofica, 1971, p. 45)

## Storia
Steiner aveva già sviluppato i concetti della questione sociale già all'inizio del ventesimo secolo. Nel 1898, in risposta ad uno scritto del filosofo Ludwig Stein, inizia a delineare la sua concezione sociale. Nel 1905 pubblicò sulla rivista teosofica Lucifer-Gnosis la cosiddetta "Fondamentale Legge Sociale": "La salute di una comunità di uomini che lavorano insieme è tanto maggiore quanto meno il singolo ritiene per sé i ricavi delle sue prestazioni, vale a dire quanto più di tali ricavi egli dà ai suoi collaboratori, e quanto più i suoi bisogni non vengono soddisfatti dalle sue prestazioni, ma da quelle degli altri”.
Nel 1917, su intervento ed in collaborazione con Ludwig Polzer-Hoditz e Otto Graf von Lerchenfeld, preparò dei memoriali per i governi della Germania e dell'Austria-Ungheria relativi a un'offerta di pace degli imperi centrali, che nello spirito della tripartizione sociale avrebbe potuto creare un'efficace alternativa al fatale programma dei "Quattordici punti" ideato dal presidente statunitense Woodrow Wilson per l'autodeterminazione dei popoli. Nel 1917 l'ex capo del gabinetto dell'Imperatore d'Austria Carlo I, Arthur Polzer-Hoditz, portò l'Imperatore a conoscenza dell'idea della tripartizione che richiese di mettere per iscritto il sistema della tripartizione in un memoriale. Nel 1918 Arthur Polzer-Hoditz lo consegnò all'imperatore, informando ampiamente sempre lo stesso giorno anche l'allora presidente del consiglio Seidel riguardo al contenuto dello scritto. Ma non ci fu alcuna reazione. 
Il motivo essenziale che porta a giudicare negativamente le tesi di Wilson è l'autodeterminazione dei popoli in esso postulata: Steiner riconosceva in essa un'idea illusoria che al contrario della sua palese plausibilità avrebbe generato un'epoca di nazionalismo e razzismo. In una verità sociale plasmata sempre più da una moltitudine di appartenenze etniche e culturali, a quest'idea distruttiva Steiner vi opponeva "l'autodeterminazione dell'individuo".
Dopo la Prima Guerra Mondiale, Steiner assieme all'imprenditore Emil Molt, nel quadro di un'azione comune, tentò per alcuni anni di trovare dei sostenitori per la tripartizione sociale, in modo tale da realizzare tali idee in Germania, dapprima nel 1919 nella regione del Württemberg.
Dopo molti sforzi venne fondata la prima scuola basata sui principi della pedagogia Waldorf. La tripartizione doveva combattere (nel clima di incertezza seguito alla prima guerra mondiale) la corrente nazionalista e comunista, oltre che arginare il capitalismo.
Nel 1921 ci fu un altro tentativo nella regione dell'alta Slesia di un'azione pubblica per l'idea della tripartizione sociale stabilendo una libera vita intellettuale in modo tale da vincere i contrasti nazionali ed inoltre interrompere la secessione della regione contesa tra Germania e Polonia (azione dell'alta Slesia dell'alleanza per la tripartizione). Anche quest'azione ebbe un risultato negativo, ma ad essa si deve il fatto che la regione non sprofondò in una guerra civile. 
Non appena Steiner vide che non poteva realizzare la tripartizione sociale nella situazione postbellica nella Mitteleuropa, interruppe le attività ai fini della sua realizzazione, limitandosi a continuare a svilupparle in conferenze e seminari. In essi egli sosteneva che in ogni caso il futuro avrebbe portato uno sviluppo tripartito dell'organismo sociale in libertà, uguaglianza e fraternità, o mediante la sua realizzazione ad opera delle generazioni successive, oppure mediante catastrofi inimmaginabili.
Il ricordo di tale immagine rimarrà vivo solo nei circoli antroposofici, rimanendo una presenza piuttosto marginale anche dopo la morte di Steiner fino agli anni '70 del XX secolo.
Oggigiorno esiste una molteplicità di grandi e piccole iniziative che si ispirano ai principi della tripartizione sociale. Nel 2003, Nicanor Perlas, Rappresentante della Società Civile filippina ed Ibrahim Abouleish, Fondatore della comunità Sekem in Egitto, entrambi convinti sostenitori del modello della tripartizione sociale, sono stati insigniti del Right Livelihood Award, noto anche come "Premio Nobel Alternativo". La Banca GLS in Germania opera all'incirca sulla base del principio della tripartizione sociale. 

## Scritti principali di Rudolf Steiner sulla Tripartizione sociale
- I punti essenziali della questione sociale. Opera Omnia n. 23, da 24 e 34 ISBN 9788877873071
- La questione sociale: un problema di consapevolezza. Opera Omnia n. 189 ISBN 9788877872241
- I capisaldi dell'economia. Opera Omnia n. 340 ISBN 9788877872241
- Seminario di economia. Opera Omnia n. 341 ISBN 88-7787-079-6
- Come si opera per la triarticolazione sociale. Opera Omnia n. 338 ISBN 88-7787-167-9
- Il problema cardinale della vita economica. Opera Omnia n. 79 ISBN 8888362134

## Letteratura
- Nicanor Perlas: Shaping Globalization Civil Society, Cultural Power and Threefolding. CADI GlobeNet3, 2000, ISBN 971-92233-0-8
- Argo Villella: Quale capitalismo?. Liguori Editore, 1997
- Argo Villella: Metafisica della moneta. Basaia Editore, Roma, 1984
- Argo Villella: Una via sociale. Società Editrice Il Falco, Milano, 1978
- Argo Villella: Economia e dimensione umana. Gesualdi Editore, Roma, 1971